# Андріасян Завен Робертович
Завен Робертович Андріасян (вірм. Զավեն Ռոբերտի Անդրիասյան; нар. 11 березня 1989, Єреван) — вірменський шахіст, гросмейстер від 2007 року.

## Шахова кар'єра
Уперше в чемпіонаті світу серед юніорів взяв участь у 1998 році, виступивши в Орпезі в групі до 10 років. 2005 року переміг на турнірі B фестивалю Аерофлот опен у Москві (разом з Ельміром Гусейновим) і чемпіонаті Європи серед юніорів до 16 років, який відбувся в Херцегу-Новому. Чергові медалі виборов 2006 року — в Херцегу-Новому став віце-чемпіоном Європи серед юніорів до 18 років і досягнув найбільшого успіху дотепер, вигравши у віці 17 років в Єревані титул чемпіона світу серед юніорів до 20 років. Цей успіх був зовсім несподіваним, тому що в стартовому списку, згідно з рейтингом Ело, він займав лише 29-те місце і Андріасяна перед змаганнями не розглядали як претендента на медалі. Завдяки цьому титулові ФІДЕ присудила йому звання гросмейстера.
2007 року поділив 1-ше місце (разом з Яном Непомнящим, Парімар'яном Негі і Рауфом Мамедовим на турнірі молодих зірок у Кирішах, а також взяв участь у Кубку світу, де в 1-му раунді програв Олександрові Оніщуку. 2008 року поділив 2-ге місце (позаду Тамаза Гелашвілі, разом із, зокрема, Емануелем Бергом) в Салоніках, а 2009 року поділив 3-тє місце (позаду Тиграна Котанджяна і Армана Пашикяна, разом з Артуром Чібухчяном) у фіналі чемпіонату Вірменії. 2013 року виграв в Казані срібну медаль літньої Універсіади.
Найвищий рейтинг Ело в кар'єрі мав станом на 1 березня 2011 року, досягнувши 2645 очок займав тоді 5-те місце серед вірменських шахістів.

## Зміни рейтингу
| На цьому місці має відображатися графік чи діаграма, однак з технічних причин його відображення наразі вимкнено. Будь ласка, не видаляйте код, який викликає це повідомлення. Розробники вже працюють для того, щоби відновити штатне функціонування цього графіка або діаграми. | |
| | На цьому місці має відображатися графік чи діаграма, однак з технічних причин його відображення наразі вимкнено. Будь ласка, не видаляйте код, який викликає це повідомлення. Розробники вже працюють для того, щоби відновити штатне функціонування цього графіка або діаграми. |